# Ибн Атия аль-Андалуси
Абу́ Муха́ммад ‘Абд аль-Хакк ибн Га́либ аль-Мухариби (араб. أبو محمد عبد الحق بن غالب المحاربي‎), более известный как Ибн ‘Ати́йя аль-Андалуси (араб. ابن عطية الأندلسي‎ ; 1088—1146) — исламский богослов, толкователь Корана из мусульманской Испании (аль-Андалус).

## Биография
Его полное имя: Абу Мухаммад ‘Абд аль-Хакк ибн Галиб ибн ‘Абду-р-Рахман ибн Галиб ибн ‘Абду-р-Рауф ибн Таммам ибн ‘Абдуллах ибн Таммам ибн ‘Атийя ибн Халид ибн ‘Атийя аль-Мухариби.
Известно, что Ибн Атия был родом из Гранады, его предки эмигрировали на Пиренейский полуостров с Ближнего Востока. Жил во времена правления династии Альморавидов. Его семья была богатой и уважаемой. Ибн Атия получил хорошее образование, занимался юридической деятельностью и был известен своими познаниями в области грамматики, литературы и поэзии. Он путешествовал по аль-Андалусу и общался со многими известными учёными мусульманской Испании. По вероисповеданию был суннитом. С 22-летнего возраста участвовал в джихаде и сражался с христианами.
Оставил ряд трудов. Magnum opus — Мухарар аль-ваджиз.